# Яншихово
Янши́хово (рос. Яншихово, чув. Еншик) — присілок у складі Батиревського району Чувашії, Росія. Входить до складу Бікшицького сільського поселення.
Населення — 428 осіб (2010; 458 у 2002).
Національний склад:
- чуваші — 100 %